# Psaliodes concinna
Psaliodes concinna är en fjärilsart som beskrevs av Max Joseph Bastelberger 1907. Psaliodes concinna ingår i släktet Psaliodes och familjen mätare. Inga underarter finns listade i Catalogue of Life.